# Roca de la Guilla
El Roca de la Guilla és una muntanya de 930 metres que es troba al municipi de Guardiola de Berguedà, a la comarca catalana del Berguedà.